# Katsukawa Shunshō

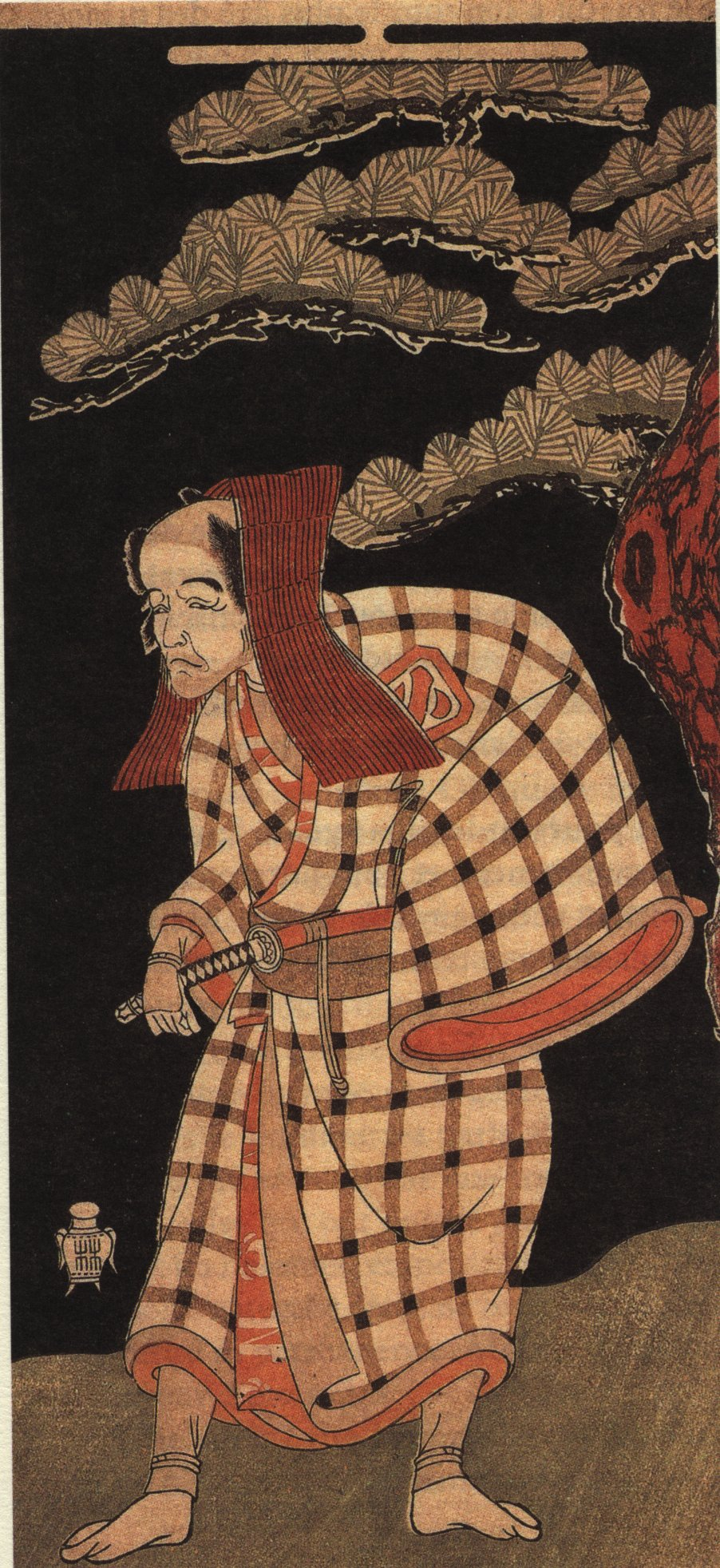
Der Kabuki-Schauspieler Arashi Otohachi I. in der Rolle des Ippon Saemon, Farbholzschnitt, 1768

Katsukawa Shunshō (japanisch 勝川 春章; * 1726; † 19. Januar 1793 in Edo (heute: Tokio)) war ein japanischer Holzschnittkünstler und Maler im Stil des Ukiyo-e sowie Begründer der Katsukawa-Schule.

## Leben
Die gesicherten Fakten über Shunshō sind spärlich. Bekannt ist sein bürgerlicher Rufname Yōsuke, ab 1774 Yūsuke. Er war Schüler von Miyagawa Shunsui, von dem er dessen späteren Namen Katsugawa übernommen hat, und Schüler des aus der Hanabusa-Schule stammenden Kō Sūkoku. Das um 1790 von Ōta Nampo kompilierte Ukiyo-e Ruikō (dt. Gedanken über Ukiyo-e) erwähnt, dass er eine Zeitlang den Namen Katsumiyagawa führte und zunächst keinen eigenen Künstlernamen hatte. Stattdessen hätte er den Namen von Hayashiya Shichiemon verwendet, in dessen Haus in Ningyō-chō, einem Stadtviertel Edos, er zu jener Zeit lebte. Für diese Angabe spricht Shunshōs Signatur auf seinen frühen Arbeiten, die aus einem Siegel in der Form eines Topfes bestand, in dessen Mitte sich das Kanji 林 (Onyomi rin bzw. Kunyomi hayashi, dt. Wäldchen) befand. 
Einige Indizien deuten darauf hin, dass Shunshō aus einer Samuraifamilie stammt: so z. B. seine Bekanntschaft mit Ippitsusai Bunchō (1755–1790), von dem dies ebenfalls angenommen wird; die Tatsache, dass er mit großer Sicherheit ein Zeichenlehrer des hochrangigen Samurai Koikawa Harumachi I. war, und seine Bezeichnung als Zatsugakusha (雑学者, dt. „Mensch mit hoher Bildung“) in einem Buch Morishima Chūryōs. Dass Shunshō sich ebenfalls als Haiku-Dichter betätigte, ist durch ein 1774 in einer Anthologie veröffentlichtes Gedicht erwiesen. Dass er in den 1780er-Jahren Kyōka-Gedichte geschrieben hat, ist wahrscheinlich, gilt jedoch als nicht gesichert. Aus dem erhaltenen Grabstein auf dem Gelände des Matsudaira Saifuku-ji in Asakusa und den ebenfalls erhaltenen Begräbnisaufzeichnungen ist der genaue Todestag Shunchōs bekannt sowie die Tatsache, dass er vor seinem Tod im Viertel Tadakoro-chō in Edo gelebt hat.

## Werk

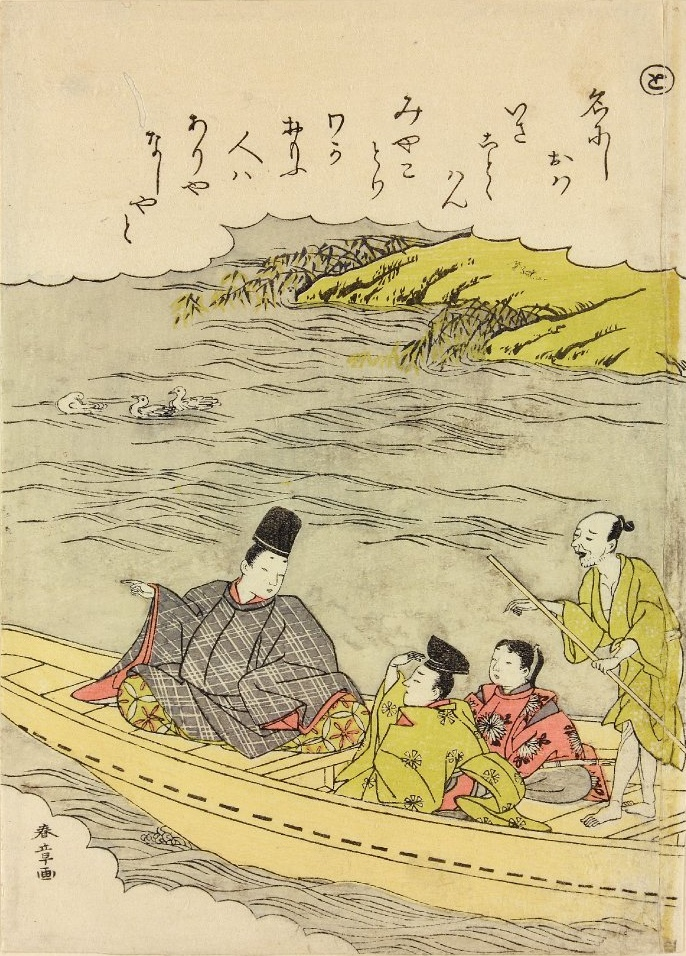
Blatt aus der Serie Ise monogatari, um 1770

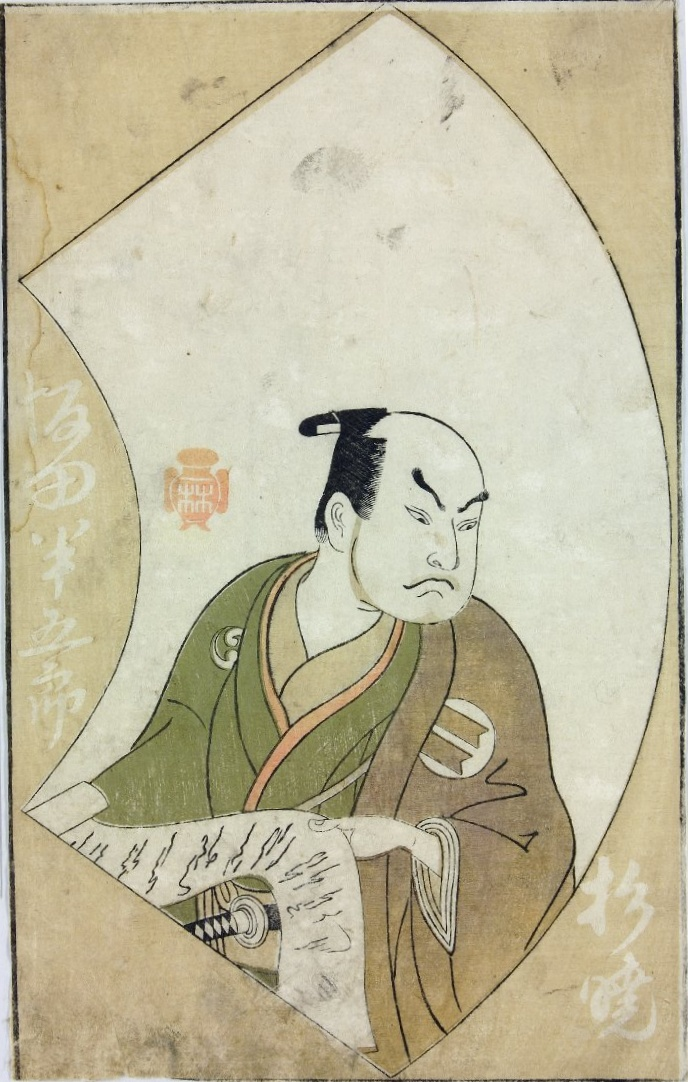
Buchseite aus dem Ehon Butai Ōgi (Illustriertes Buch der Bühnen-Fächer), der Schauspieler Sakata Hangorō, 1770

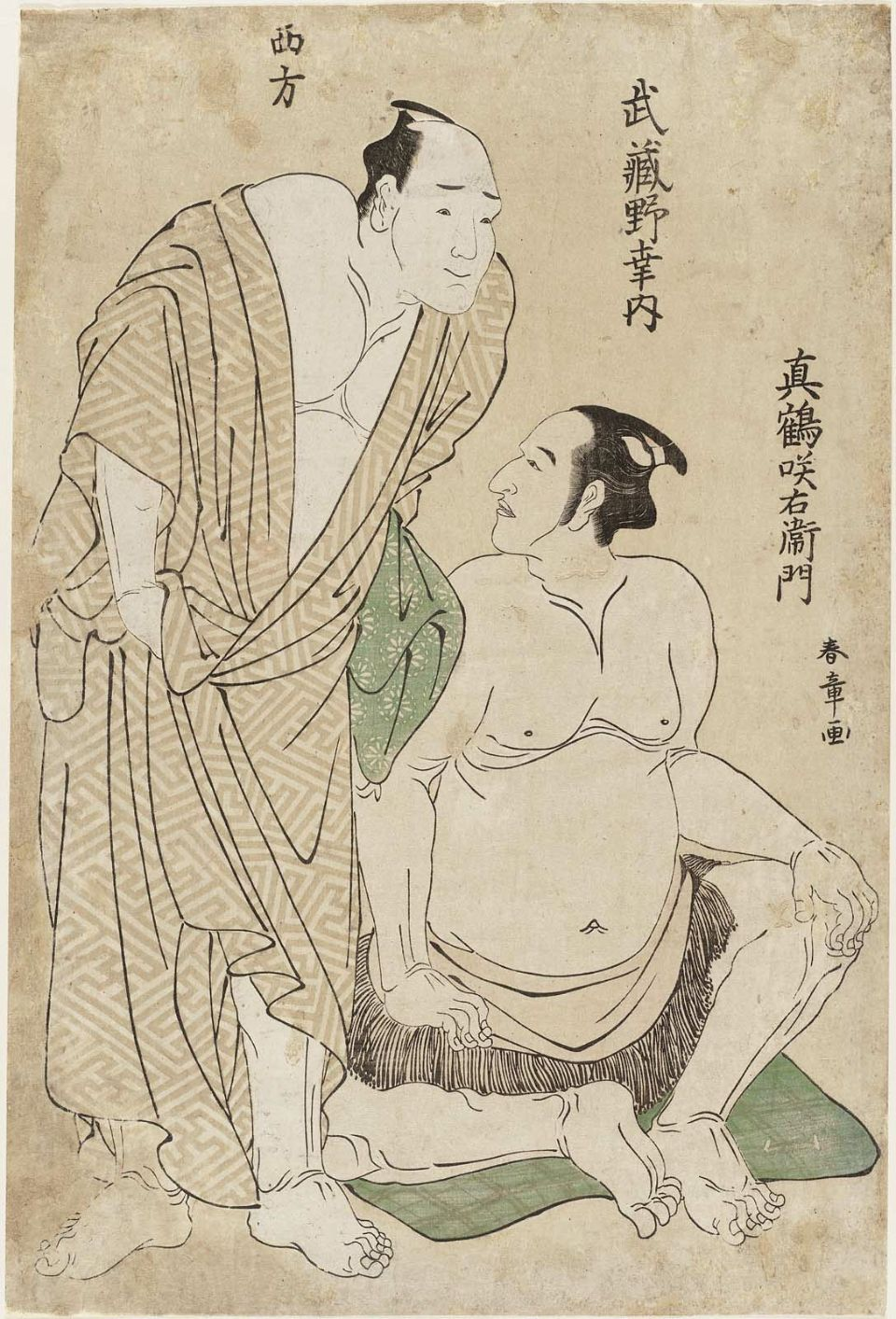
Die Sumō-Ringer Manazuru Sakiemon und Musashino Kōnai, um 1780

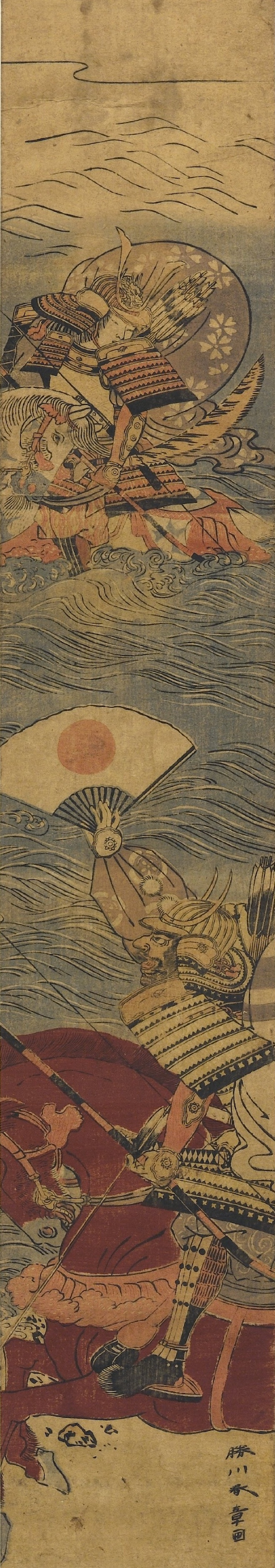
Musha-e: Kumagai Naozane und Taira no Atsumori, um 1780

1764 erschien der erste von Shunshō gezeichnete Druck mit der Darstellung eines Kabuki-Schauspielers im schmalen Hosoban-Format. Zeitgleich mit Ippitsusai Bunchō begann er eine neue Art von Schauspielerporträts zu zeichnen. Im Unterschied zu den vorausgehenden Drucken der Angehörigen der Torii-Schule waren die Schauspieler seiner Yakusha-e (Porträts von Schauspielern und Szenen aus dem Kabuki-Theater) an individuellen Gesichtszügen zu erkennen. Die Drucke wirkten lebendig, vor allem auch, da es ihm gelang, den persönlichen Charakter des Schauspielers einzufangen. Am bezeichnendsten für ihn war seine Fähigkeit, die Schauspieler lebensnah wiederzugeben; von den Zeitgenossen konnte ihm in dieser Beziehung keiner nahekommen. Seine Meisterschaft als Porträtist zeichnete ihn vor allen vorangegangenen Künstlern des japanischen Holzschnitts aus. Deutlich wurde der neue Stil in der Porträtkunst insbesondere in dem 1770 zusammen mit Ippitsusai Bunchō gezeichneten Buch Ehon Butai Ōgi (絵本舞台扇, dt. Illustriertes Buch der Bühnen-Fächer). Darin finden sich die Abbildungen aller zur damaligen Zeit in Edo beliebten Schauspieler des Kabuki-Theaters, dargestellt mit einem Oberkörperporträt auf dem Hintergrund eines japanischen Faltfächers (扇, Ōgi). Die gleiche Darstellungsform wählte Shunshō einige Jahre später auch für seine Schauspielerserie Azuma Ōgi (東扇, dt. Fächer aus dem Osten), die im Ōban-Format erschien. Auf dem Gebiet der Yakusha-e gilt Shunshōs Werk als Meilenstein in der Entwicklung des japanischen Farbholzschnitts.
Als Erneuerer erwies sich Shunshō auch bei der Darstellung der Dichter der Anthologie Hyakunin Isshu (錦百人一首あつま織, Nishiki Hyakunin Isshu Azumaori, dt. Wirkliche Darstellung der hundert Dichter der hundert Gedichte in Brokatbildern, 1774). Bis dato waren die Dichter einheitlich und konventionell dargestellt worden und unterschieden sich kaum in ihren Gesichtszügen. Shunshō brach mit dieser Tradition und gab den Dichtern individuelle Erscheinungen, die sie als Persönlichkeiten erscheinen ließen.
Sein Einfluss auf die Entwicklung der Bijinga (Darstellungen schöner Frauen) war ebenfalls beachtlich. Ende der 1760er-Jahre zeichnete Shunshō einige Entwürfe für Bijinga, die (深川八景, Fukagawa Hakkei, dt. Acht Ansichten von Fukagawa), die stark von Suzuki Harunobus Bildauffassung und Zeichenstil beeinflusst waren, aber insgesamt waren diese Drucke eher steif und leblos. Seinen ersten Erfolg auf dem Gebiet der Bijinga hatte er zu Beginn der 1770er-Jahre mit der Serie Die Erzählungen von Ise (伊勢物語, Ise Monogatari). Die 48 Blätter der Serie unterschieden sich durch die Verwendung klassischer Themen, die an chinesische Vorbilder erinnerten, bereits stark von Harunobus Stil. 1772 gestaltet er mit Kitao Shigemasa die Serie Seidenraupenzucht (蚕養草, Kaiko Yashinai Gusa), die Bijin bei der Arbeit zeigen, eine eher ungewöhnliche Darstellung für die damalige Zeit. Shigemasa und Shunshō setzten 1776 ihre Zusammenarbeit mit dem illustrierten Buch Vergleich der Schönheiten der ‚Grünen Häuser‘: Ein Spiegel ihrer Formen (青楼美人合姿鏡, Seirō Bijin Awase Sugata Kagami) fort. Darin werden die Frauen des Bordellviertels Yoshiwara in ihrem privaten Lebensbereich zusammen mit anderen Frauen abgebildet. Die Frauen erschienen in den aktuellen Kimonos, trugen die neuesten Frisuren und gaben sich völlig natürlich. Schnell fanden sich für diese Art der Darstellung, die vom Publikum begeistert aufgenommen worden war, zahlreiche Nachfolger wie z. B. Kitao Masanobu und Isoda Koryūsai.
1782 begann Shunshō mit der Erstellung von Entwürfen für Bilder von Sumō-Ringern und der Darstellung berühmter Sumō-Ringkämpfe. Die Art seiner Darstellung des Sujets blieb richtungsweisend für den japanischen Farbholzschnitt bis zum Ende der 1820er-Jahre. Ebenso die Darstellung der Musha-e (Bilder historischer Szenen und berühmter Helden), die Shunshō immer wieder im Laufe seines Schaffens gezeichnet hat, und deren Gestaltung erst 40 Jahre nach seinem Tod durch den Stil der Utagawa-Schule erneuert wurde.

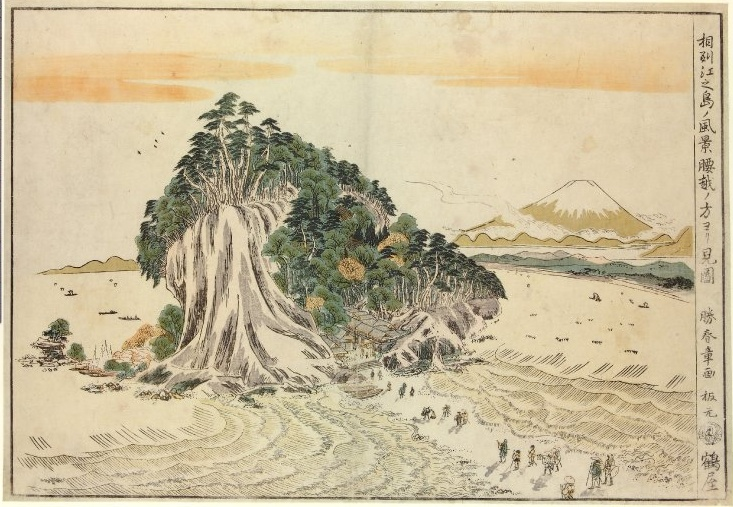
„Blick auf Enoshima in der Provinz Sagami, von Koshigoe aus gesehen“, 1784

Im Laufe seines Wirkens zeichnete Shunshō Entwürfe für einige hundert Schauspielerdrucke, die zumeist als Einzeldrucke entstanden; es gibt jedoch auch Mehrblattdrucke vom Diptychon bis hin zum Pentaptychon. Seine Drucke entwarf er für 18 unterschiedliche Verleger. Die Schauspielerdrucke sind überwiegend im Hosoban-Format hergestellt, Bijiin-Drucke sind zumeist im Chūban-Format, nur wenige Blätter haben das größere Ōban-Format (darunter Schauspieler, Musha-e, Sumō-e und einige wenige Landschaftsdrucke) und einzelne Bijinga und Musha-e sind als „Pfostenbild“ (Hashira-e) gestaltet.
Er illustrierte allein oder zusammen mit anderen Künstlern um die 50 Bücher. Dazu noch an die 20 Shunga, von denen das Ehon haikai Yobokodori (絵本拝開夜婦子取, dt. Haikai-Buch des Kuckucks, 1788) als eines der besten seiner Zeit gilt.
Etwas mehr als hundert Gemälde von ihm sind bekannt, das früheste davon ist auf das Ende der 1770er-Jahre zu datieren, die meisten auf seine letzten Lebensjahre. Die letzten zwei Jahre seines Lebens war er offensichtlich nur noch als Maler tätig. Shunshōs Gemälde zeigen überwiegend Bijin, meistens mehrere zusammen, mit alltäglichen Verrichtungen beschäftigt, spielend oder bei den mit den Jahreszeiten verbundenen Festlichkeiten.
Die drei Hängebilder Schnee, Mond und Blumen (雪月花, Setsu gekka), die im MOA Museum of Art aufbewahrt werden, sind als Wichtiges Kulturgut Japans eingestuft.

## Schüler und Signaturen
Shunshō hatte zahlreiche Schüler, darunter Katsukawa Shunchō, Katsukawa Shun’ei und Katsushika Hokusai, der als Katsukawa Shunrō bei Shunshō das Handwerk des Zeichnens und Malens von Ukiyo-e-Entwürfen gelernt hatte, sich nach dessen Tod aber von der Schule lossagte und eine eigene Mal- und Zeichentradition begründete. Zur Liste der Schüler siehe auch: Katsukawa-Schule.

Shunshōs bürgerlicher Rufname war Yōsuke, ab 1774 Yūsuke (祐助). Als Künstlernamen (Gō) verwendete er neben Shunshō noch die Namen Jūgasei (縦画生), Kyokurōsai (旭郎斎), Ririn (李林), Shuntei (春亭), Rokurokuan (六々庵), Yūji (酉爾). Frühe Arbeiten sind mit einem Siegel in Topfform und dem Kanji 林 (rin bzw. hayashi, dt. Wäldchen) gezeichnet. 